# Medaljen for druknedes redning
Medaljen for Druknedes Redning (forkortet M.f.D.R.), er et kongeligt tildelt hæderstegn.
Hæderstegnet, der blev indstiftet af Kong Frederik 6. den 12. august 1812, kan tildeles for "en helt ekstraordinær redningshandling uden frygt for eget liv, både undsættende og forulykkede skal have været i særlig stor livsfare."
Hæderstegnet sorterer under Justitsministeriet og bliver kun sjældent tildelt.
Medaljens er rund, lavet af sølv, i ekstraordinære omstændigheder kan medaljen tildeles i guld.Forsiden er senere hen præget af et portræt af kong Christian 9. med indskriften "Christian den niende Danmarks konge", mens bagsiden bærer skriften "Af farens svælg fremblomstrer priis og lön" omkranset af maritim fauna.